# Клен Стевена
{{#ifeq:0|0|{{#if:Acer hyrcanum|{{#if:|[[]}}|[[]]}}}}
Клен Стевена (Acer hyrcanum) — вид квіткових рослин із роду клен (Acer).

## Морфологічна характеристика
Це великий кущ чи дерево до 20 метрів заввишки. Молоді гілочки голі чи запушені. Листові пластини 5-лопатеві до ≈ наполовину, 3–9 × 3.5–11 см, ± тупі або загострено-гострі, зверху яскраво-зелені, знизу густо запушені чи голі, за винятком запушення вздовж жилок; листкова ніжка густо-волосиста чи гола, 2–10 см. Квітки в прямих, майже сидячих щитках. Плодові крила від майже паралельних до роздвоєних, 16–37 × 6–15 мм; горішки не стислі, округлі, голі.

## Поширення й екологія
Ареал: Албанія, Вірменія, Азербайджан, Боснія і Герцеговина, Болгарія, Грузія, Греція, Іран, Ліван, Чорногорія, Північна Македонія, Сербія, Сирія, Туреччина, Україна (Крим). Росте окремо або невеликими групами в змішаних листяно-хвойних лісах, як правило, на кам'янистих, вапняних ґрунтах. Зростає на висотах від 400 до 2400 метрів.

## Використання
Відомо, що вид культивується.

## Галерея

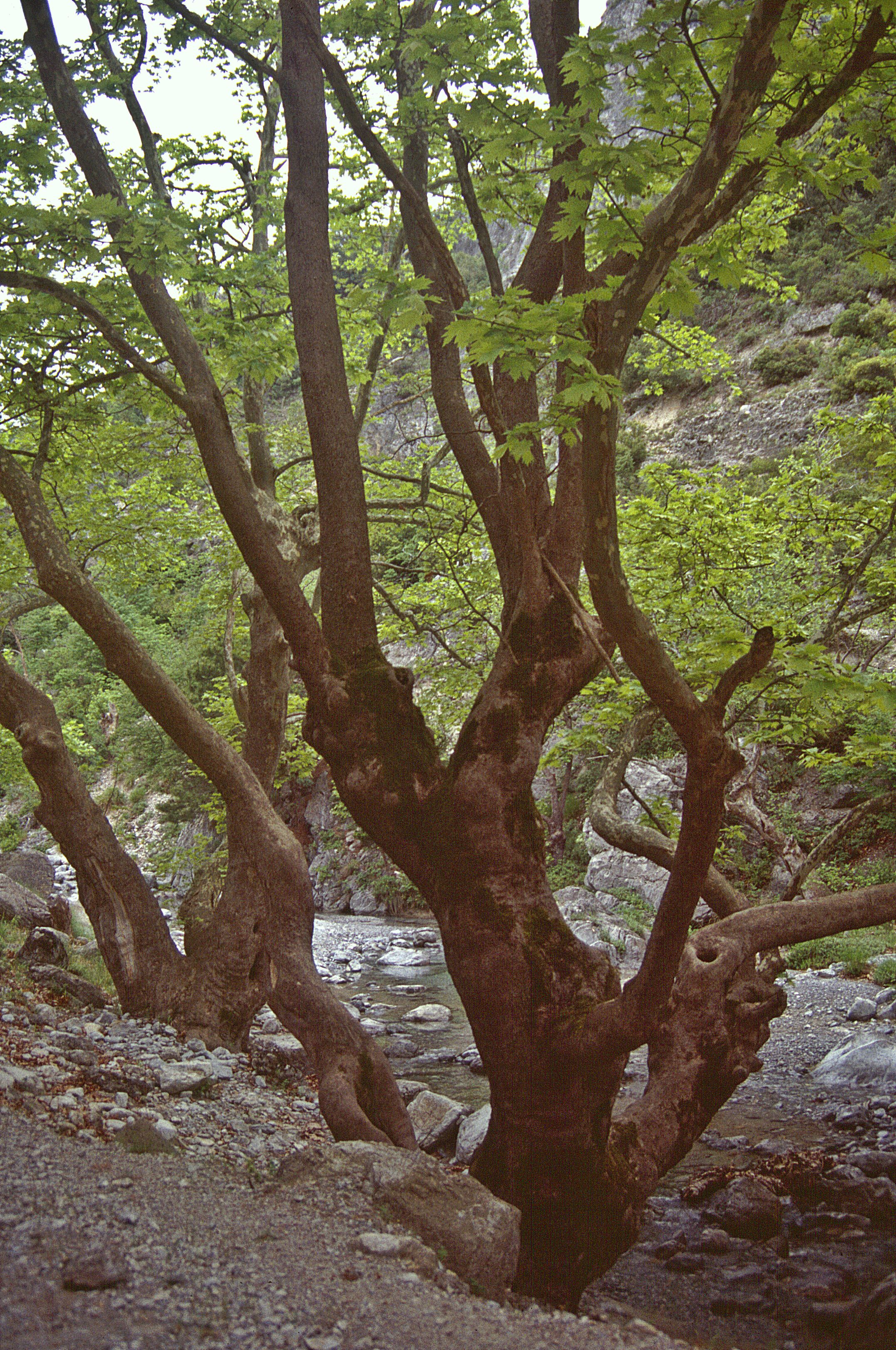
Дерева
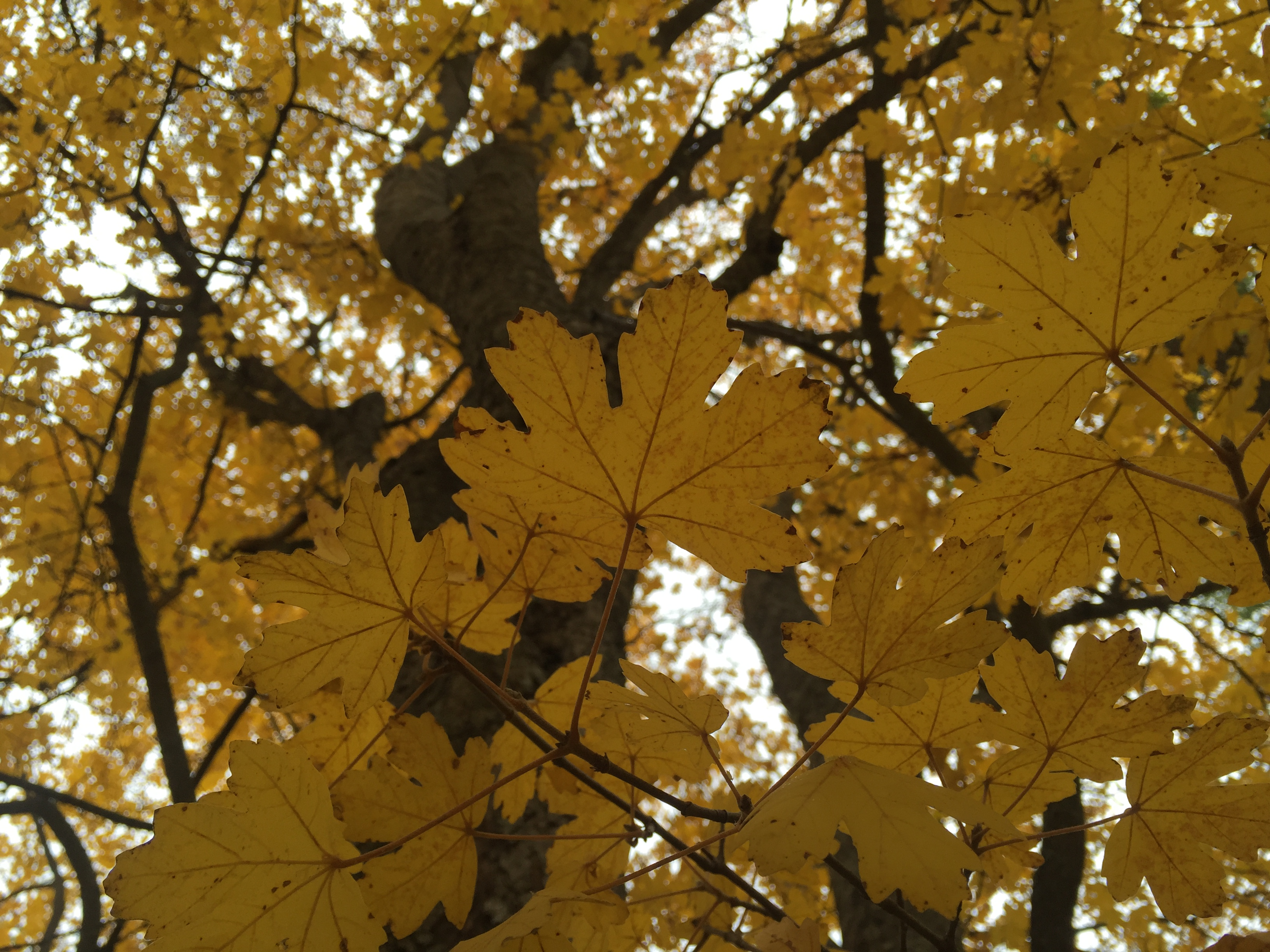
Осіннє листя
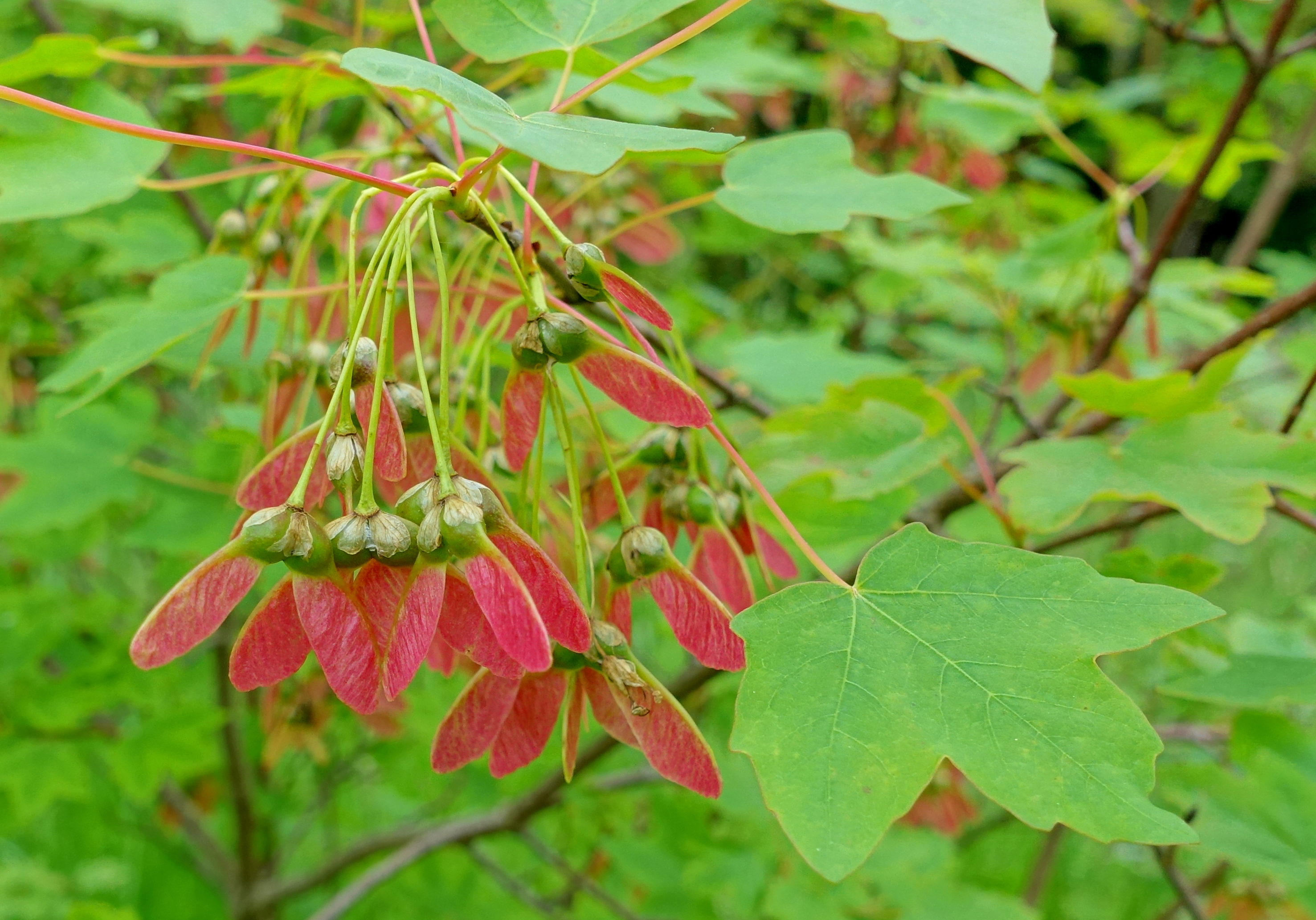
Листок і плоди